# Феккенштедт
Феккенштедт (нем. Veckenstedt) — деревня в Германии, в земле Саксония-Анхальт, входит в район Гарц в составе общины Нордгарц.
Население составляет 1423 человека (на 31 декабря 2009 года). Занимает площадь 14,73 км².

## История
Поселение было основано в XI веке, входило в графство Гарцгау, где впервые упоминается в 1040 году.
1 января 2010 года, после проведённых реформ, коммуны Аббенроде, Вассерлебен, Данштедт, Лангельн, Феккенштедт, Хойдебер, Шмацфельд, Штапельбург были объединены в общину Нордгарц.

## Галерея

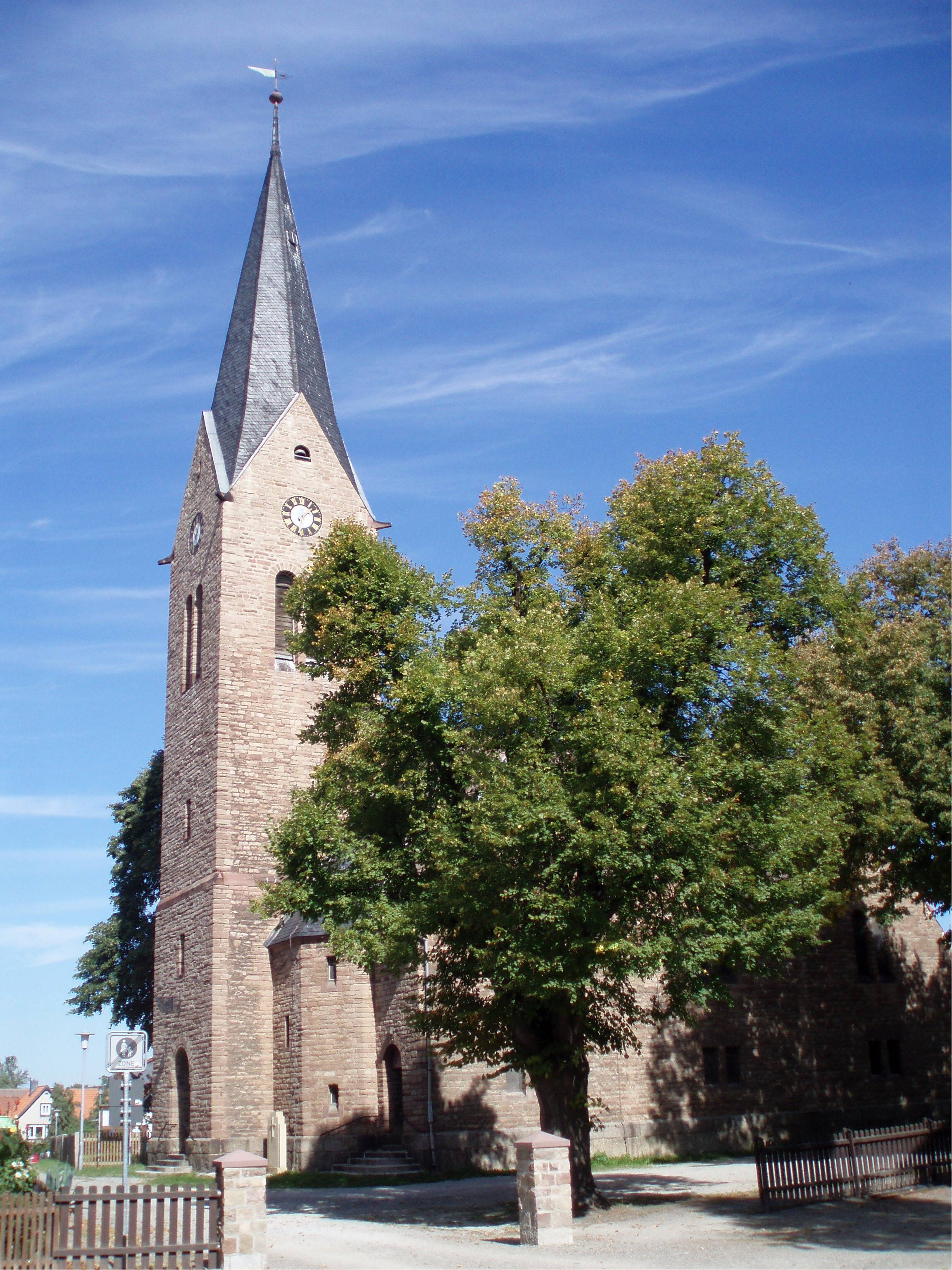
Церковь в Феккенштедте
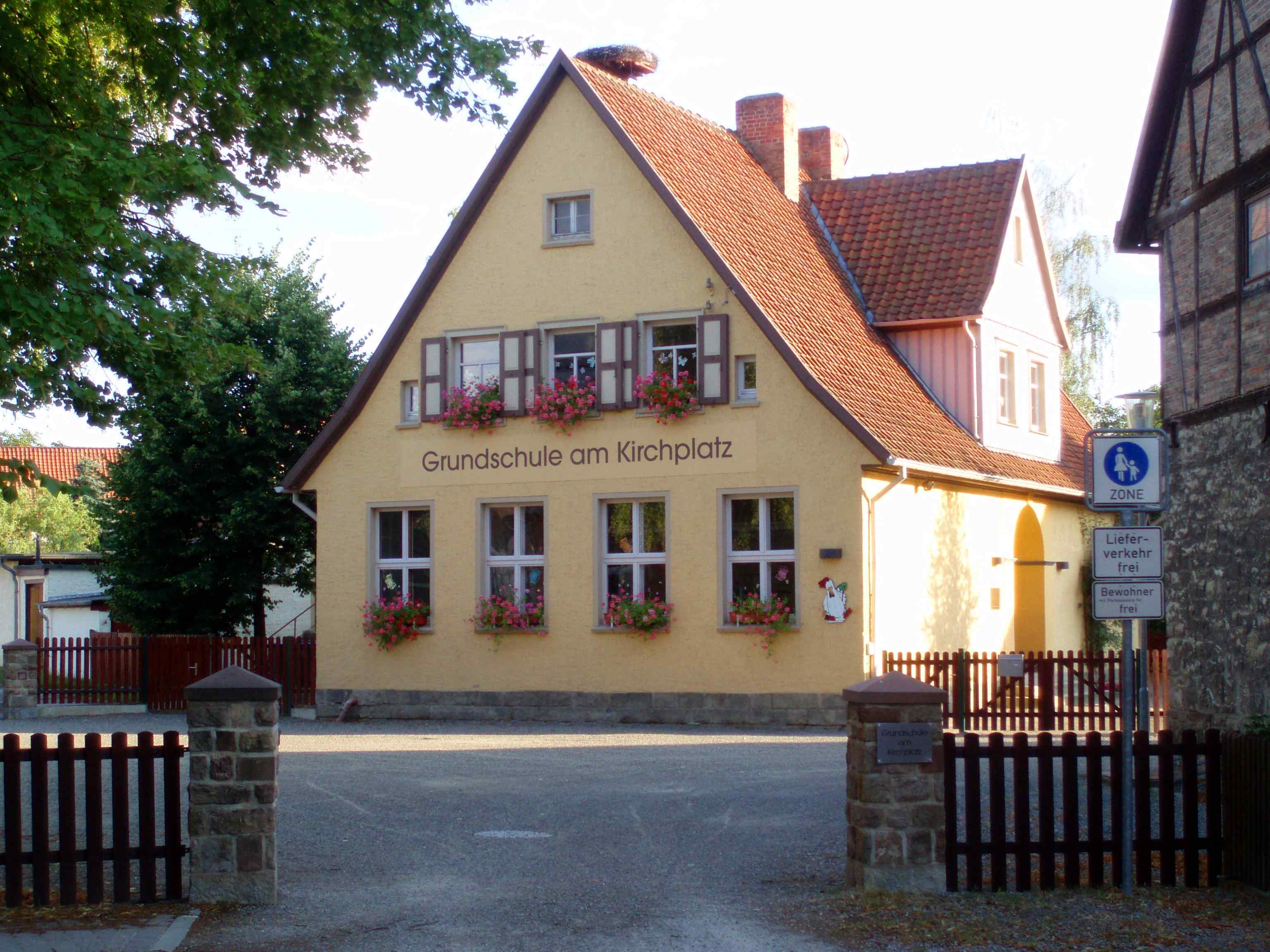
Начальная школа